# Помпео Батоні
Помпео Джироламо Батоні (італ. Pompeo Girolamo Batoni; 25 січня, 1708 — 4 лютого, 1787) — італійський художник 18 століття перехідної доби від італійського бароко до класицизму.

## Життєпис
Народився в місті Лукка, походить з родини ювеліра, Паоліно Батоні. Ймовірно, що перші навички малюнка отримав від батька. У 1727 році перебрався у Рим, що залишався відомим центром європейського бароко. Помпео продовжив навчання у Агостіно Мазуччі, другий його вчитель — Себастьяно Конка. Художня манера раннього Помпео Батоні мала впливи Франческо Імперіале (1679—1740).

## Перший меценат
Першим покровителем художника в Римі став Форте Габріеллі. За легендою, вони познайомилися випадково. Габріеллі сховався від негоди під колонаду на Капітолійському пагорбі, де побачив художника, що старанно копіював давньоримські рельєфи. Вони познайомилися. Візит до майстерні художника і перегляд його творів викликав захоплення і Габріеллі зробив першу значну замову — вівтар « Мадонна зі Святими родини Габріеллі» (1739).
На початку 1740-х років він почав отримувати і інші замови. Успіхи були такими значними, що у 1741 році його зробили членом римської художньої Академії Сан Лука. Серед популярних творів цього періоду — релігійний образ « Екстаз Святої Катерини Сієнської» (1743). Полотно " Падіння Симона мага " зміцніло авторитет митця. Образ перенесли в собор Св. Петра.

## Популярний портретист

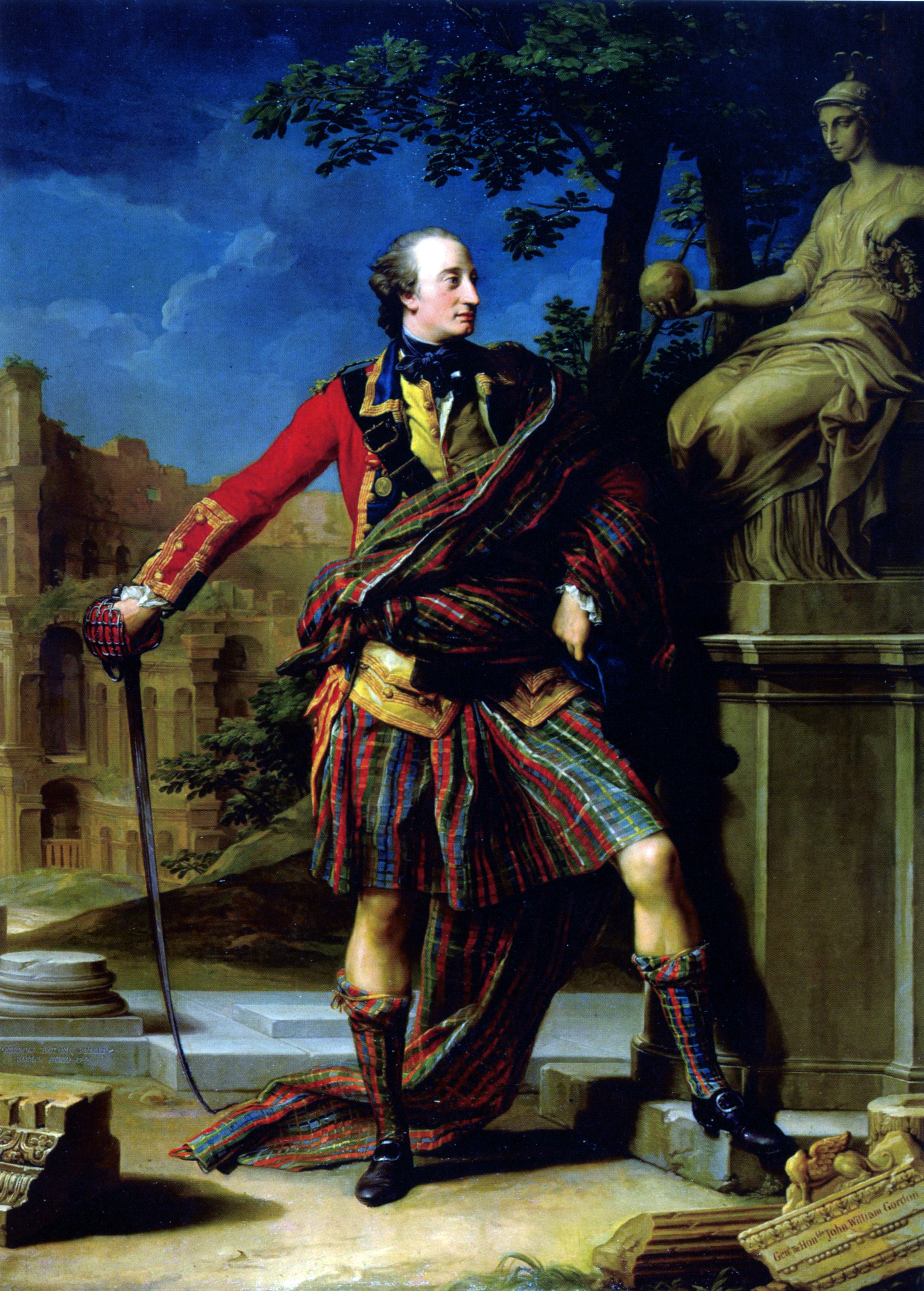
"Офіцер британської армії Вільям Гордон ", 1765

В Римі розкрився і хист Помпео Батоні як портретиста. Особливо популярним він був серед британських багатіїв, що робили модний Гранд Тур по Європі з відвіданням Італії та Риму. Батоні добре засвоїв стилістику інтернаціонального парадного портрета, що добре укладався у вимоги зображення джентльмена, взірцевого британського аристократа з грошима, дозвіллям і самовпевненістю. Парадні портрети Батоні і нагадували парадні портрети Антоніса ван Дейка чи Годфрі Неллера, і відрізнялися залишками стилістики бароко, і водночас — елементами рококо. Кількість створених портретів дорівнювала двом сотням. З часом виробилася стереотипна схема подібних зображень, яку урізноманітнювали пишні аксесуари, повороти тулуба чи голови, трохи змінені жести. В руках портретованих персонажів Батоні — часто книга, нотний зошит чи папір як натяк на добропорядне дозвілля чи державницькі справи.
Серед портретованих — були і такі екзотичні для Італії фігури, як шотландець Вільям Гордон (портрету якого художник надав героїчного забарвлення) чи гетьман Кирило Розумовський (портрету якого художник додав ауру прихильника мистецтв). Помпео Батоні на якийсь період посів головне місце в мистецтві Риму. Англо-американський художник Бенджамін Вест у 1760 році розчаровано зауважив, що римські майстри не могли ні говорити, ні дивитися на щось інше, окрім картин Помпео Батоні.
Серед вельможних замовників картин чи портретів Батоні -
- папа римський Пій VI
- Великий князь Павло, майбутній російський імператор
- Йосип ІІ, імператор Священної Римської імперії
- Кардинал Жан-Франсуа Жозеф де Рошешуар
- Эдуард Август, герцог Йоркський.

## Батоні і митці з різних країн

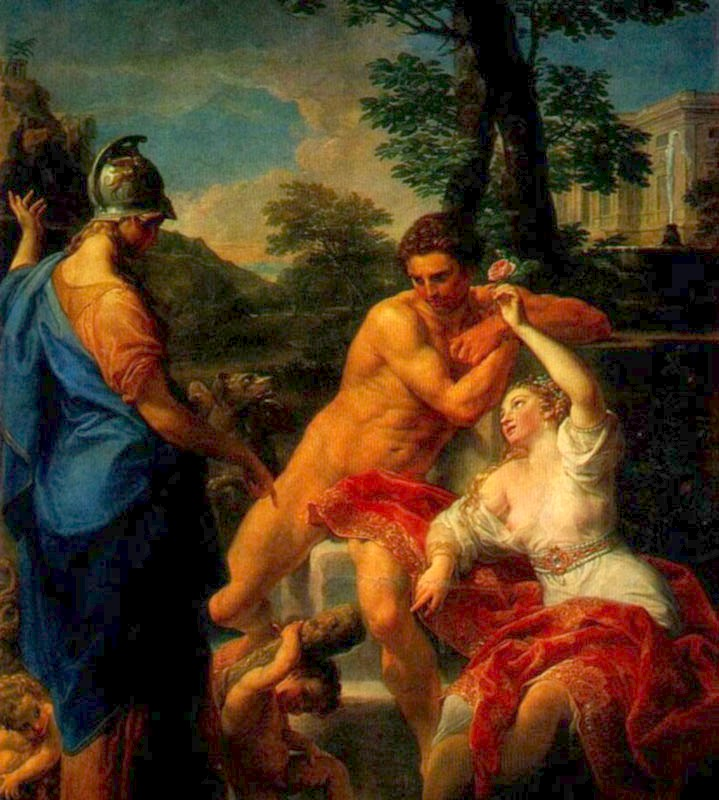
"Геркулес на перетині шляхів ", Ермітаж.

Батоні став досить модним художником у Римі, особливо після переїзду Антона Рафаеля Менгса, свого головного конкурента, в Іспанію у  1761 році. Помпео Батоні підтримував дружні стосунки з Вінкельманом, відвідував майстерні французьких майстрів, серед яких був і Жак-Луї Давід, і росіянин Іван Мартос. Нове відкриття давньоримської античності для себе, зроблене Давідом, полонило і поважного майстра. Манера Помпео Батоні теж почала еволюціонувати у бік неокласицизму кінця 18 століття, не приймаючи, однак, різких форм чи радикального наповнення, що народить революційний класицизм у Франції. За переказами, він заповідав власну палітру та пензлі не синам, а Жаку-Луї Давіду.

## Родина
Помпео Батоні був двічі одружений. З першою дружиною Катериною Сетті узяв шлюб у 1729 році. По смерті Катаріни у 1742 році узяв шлюб з Люсією Фатторі у 1747 -му. Помпео Батоні — батько дванадцяти дітей. Три його сини були помічниками в його студії.
З 1759 року родина Батоні мешкала в великому будинку на Віа Бокка ді Леоне в Римі, де також були майстерня, виставкові зали та школа малювання. Помпео Батоні помер у Римі.

## Вибрані твори

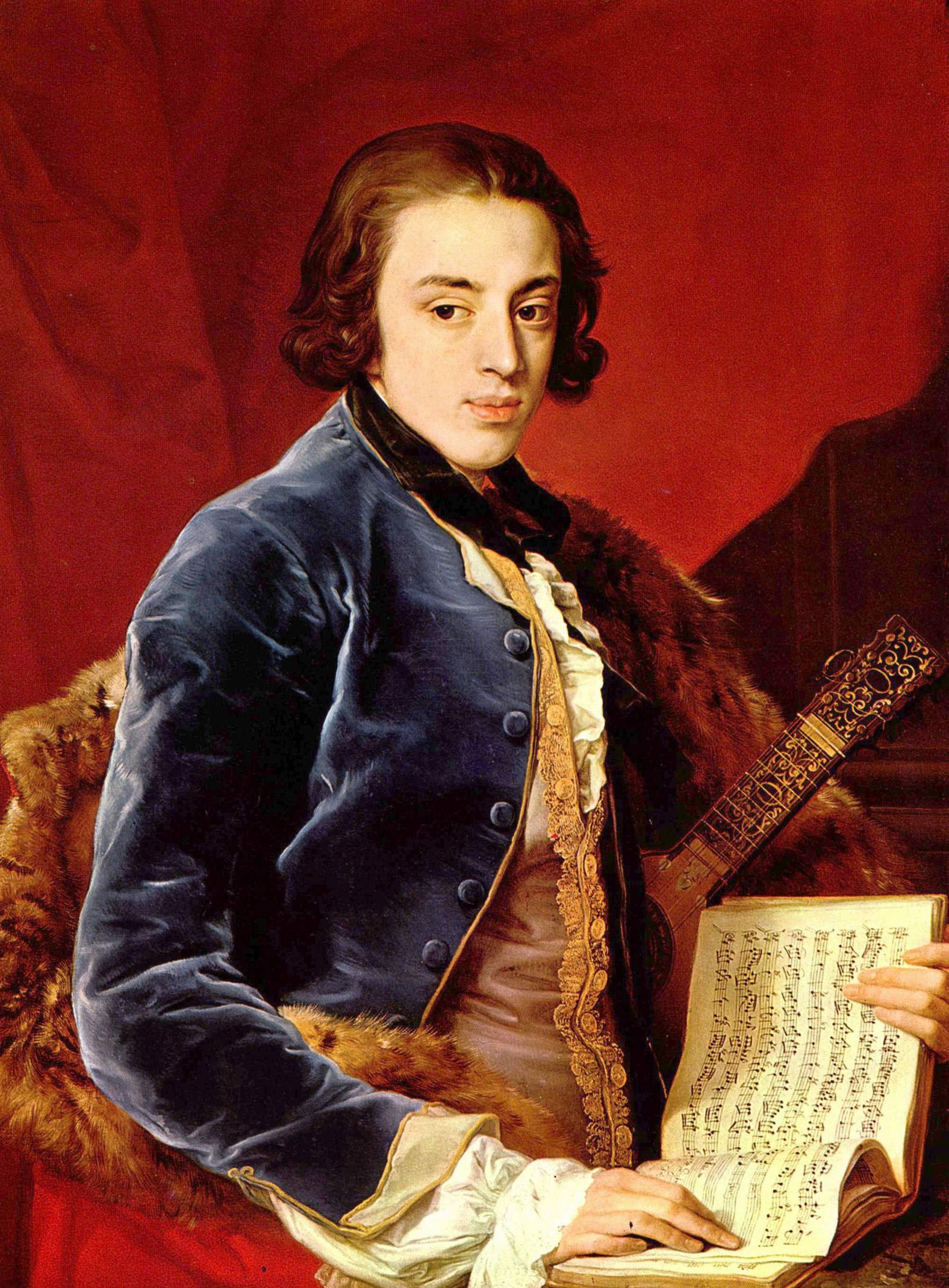
« Джон, маркіз Монтермер», 1760

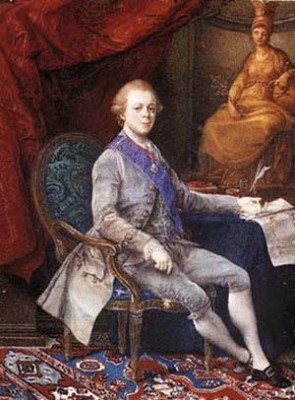
«Портрет Великого князя Павла, майбутнього імператора», 1782

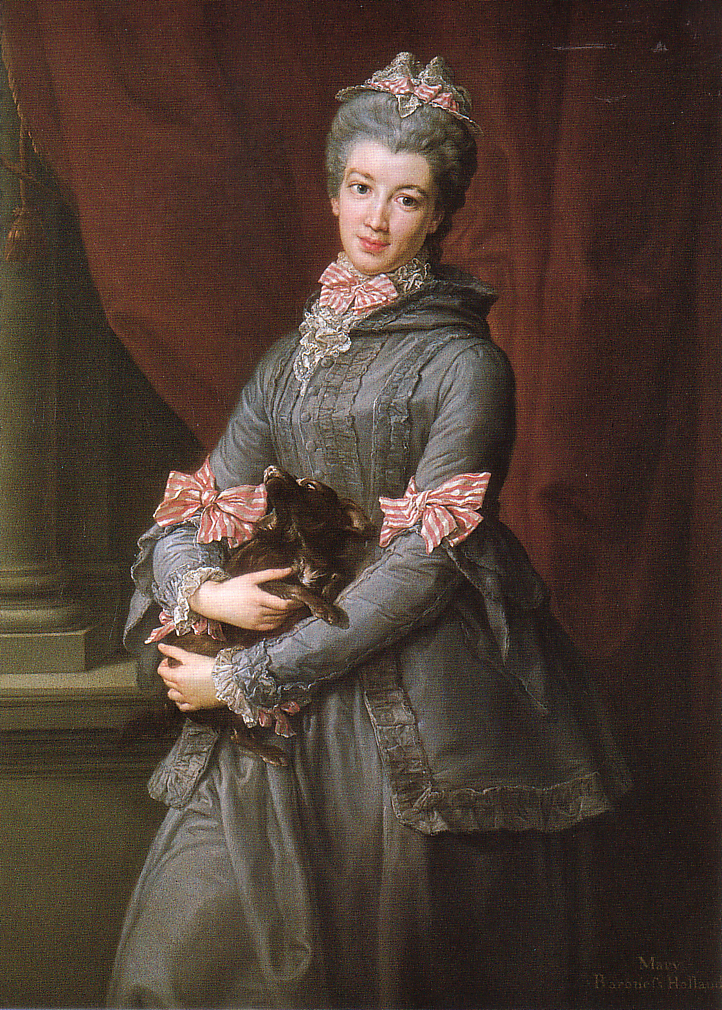
«Леді Мері Фокс», 1767

- вівтар «Христос і Святі Джуліо, Васілісса, Сельсус та Марционілла», 1736, музей Пола Гетті
- алегорія «Тріумф Венеції», 1737, Музей мистецтв, Північна Кароліна
- «Венера і Амур», Одеса
- вівтар «Мадонна зі Святими родини Габріеллі», 1739
- «Аполлон і дві музи», 1741, Варшава, палац-музей Вілянов
- «Виховання Ахілла кентавром Хіроном», 1746, Уффіці, Флоренція
- «Час наказує старості знищити красу», 1746, Національна галерея (Лондон)
- «Божество Вулкан», 1750
- «Фредерік Норт, 2-й граф Гилфорд», 1753
- «Карл Євген, князь Вюртемберзький», 1756, Вюртемберзька земельна бібліотека, Штутгарт
- «Шлюб Амура і Психеї», 1756, Берлін
- «Папа римський Климент ХІІІ Реццоніко», 1758, Галерея Академії, Венеція
- «Карл Комптон, 7-й граф Нортхемптон», 1758, Музей Фіцвільяма, Кембридж
- «Принцеса Джачінта Орсіні Буонкампаньї Людовізі», 1758, прив. збірка
- «Сер Віндхем Неткбул-Віндхем», 1759, Музей мистецтв, Лос-Анжелес
- «Молода пані у вигляді Діани», Сан Пауло, Бразилія
- «Джон, маркіз Монтермер», 1760
- «Діана і Купідон», 1761, Метрополітен-музей, Нью-йорк
- «Портрет Чарльза Кроулі», 1762, Лувр
- «Кардинал Жан-Франсуа Жозеф де Рошешуар», 1762, Художній музей (Сент-Луїс), Міссурі, СШАв
- «Гаетано II Сфорца Чезаріні, князь ді Сеньї», 1763
- «Портрет Эдуарда Августа, герцога Йоркського і Олбані», 1764
- «Офіцер британської армії Вільям Гордон», 1765, замок Фів, Абердиншир
- Портрет Кирила Розумовського (Помпео Батоні), 1766
- «Леді Мері Фокс», 1767,
- «Портрет Томаса Фортеску», 1767
- «Вільям Кавендіш, 5-й граф Девоншир», 1768
- " Сер Грегорі Пейдж-Торнер ", 1768. Прив. збірка.
- "Фетіда віддає Ахілла на виховання кентавру Хірону ", 1770, Ермітаж
- «Йосип ІІ, імператор Священної Римської імперії», 1770
- «Повернення блудного сина (Помпео Батоні)»,1773, Відень, Музей історії мистецтв
- «Хосе Моніно, 1-й граф Флорідадбланка», 1776, Художній інститут Чикаго
- «Свята Родина зі Святою Єлизаветою», 1777, Ермітаж, Санкт-Петербург
- «Ізабела Потоцька як муза Полігімнія», 1779, палац-музей Вілянов, Варшава
- "Портрет Джорджа Герберта, 11-го графа Пембрук ", 1779
- «Князь В. Куракін»
- «Сер Томас Гасконьє», 1779
- «Філіп Нереуш Рачинський», 1780
- «Французький адмірал П'єр Андре де Суффрен де Сен Тропе», 1785
- «Сер Вільям Фіцхерберт», 1786
- «Марія Магдалина в пустелі»
- «Портрет Великого князя Павла, майбутнього імператора», 1782
- «Геркулес на перетині шляхів», різні варіанти
- «Сусанна і старці», Музей Чівіко, Павія
- «Графиня Сан Марино», 1785, музей Тиссена-Борнемісса
- «Екстаз Катерини Сієнської», Лукка
- вівтар «Мадонна з немовлям і Святими», пінакотека Брера, Мілан
- «Папа римський Пій VI»